# Röj-en-mina
Röj-en-mina är en kampanj som drivs av FN-förbunden i USA, Kanada och Storbritannien. I Sverige lanserades kampanjen år 2002 av Svenska FN-förbundet. Kampanjen har tre övergripande målsättningar. Dessa är enligt kampanjesidan att:
| ” | - samla in pengar för FN:s minröjning och hjälp till minoffer; - skapa en global opinion för ett totalförbud av minor i alla länder; - skapa förståelse för sambandet mellan minröjning och utveckling i ett samhälle. | ” |

Minröjning är dock både farligt, tidskrävande och dyrt och ett minfält kostar mellan 250 000 och 400 000 kr att röja beroende på vilken typ av minfält det är, storleken på området såväl som svårigheter med att röja i området. Då röjning frigör odlingsbar mark, vägar såväl som andra viktiga samhällsfunktioner samt räddar många liv och möjliggör för flyktingar att återvända är det dock i slutändan ett mycket lönsamt projekt.
Tack vare att Fonden för en bättre värld (BWF) stödjer projektet och täcker dess administrativa kostnader går 100 % av de insamlade pengarna verkligen till minröjning.
Minröjningsarbet med stöd från kampanjen genomförs för närvarande i sju länder: Afghanistan, Bosnien-Hercegovina, Kambodja, Kroatien, Moçambique och Vietnam.

### Fotnoter
1. ↑  ”Om kampanjen - minröjning, vård, upplysning och opinionsbildning”. Röj en mina. 28 februari 2006. Arkiverad från originalet den 4 mars 2008. https://web.archive.org/web/20080304032734/http://www.roj-en-mina.nu/page_camp.asp?nodeId=226. Läst 10 januari 2008.
2. ↑  ”Bakgrund”. Röj en mina. 28 februari 2002. http://www.roj-en-mina.nu/page_camp.asp?NodeId=263&iLev=2&iHasChild=1. Läst 10 januari 2008.[död länk]
3. ↑  ”Frågor och svar om bidrag”. Röj en mina. 28 februari 2002. http://www.roj-en-mina.nu/faq_show_camp.asp?faqid=281&nodeid=239&iLev=2&iHasChild=0. Läst 10 januari 2008.[död länk]
4. ↑  ”Frågor och svar om att röja ett minfält”. Röj en mina. 28 februari 2002. http://www.roj-en-mina.nu/faq_show_camp.asp?faqid=271&nodeid=239&iLev=2&iHasChild=0. Läst 10 januari 2008.[död länk]